# グスタフ・ヴィーデマン

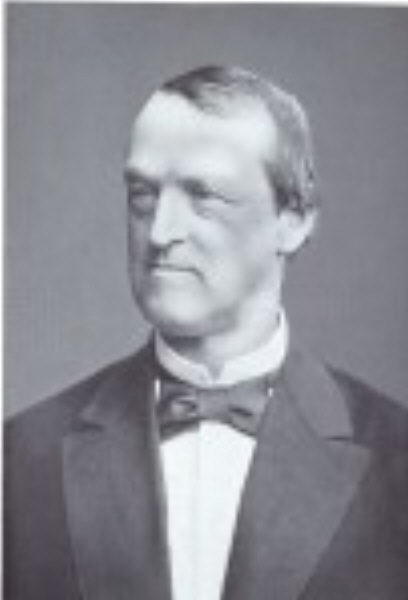
グスタフ・ヴィーデマン

グスタフ・ハインリッヒ・ヴィーデマン（Gustav Heinrich Wiedemann、1826年10月2日 - 1899年3月24日）はドイツの物理学者である。電磁気学の分野の物理学者で、磁性体の機械的なねじりひずみと磁界に関するウィーデマン効果（ヴィーデマン効果）に名を残している。

## 生涯
ベルリンに生まれてベルリン大学で学ぶ。有機化学を学ぶが、物理的なテーマにその知識を生かしていくことになった。ハインリヒ・グスタフ・マグヌスのもとで、ヘルマン・フォン・ヘルムホルツと知り合い、彼らとベルリン物理学会を創設した。
1854年にバーゼル大学の教授になった。カールスルーエ工科大学などを経て、1871年にライプツィヒ大学の教授になった。
主な業績は電磁気に関する優れた著書をあらわしたことである。

### 余談
ウィーデマン効果は、磁歪効果のひとつで、磁気センサーなどに応用されている。